# Quart (Vall d'Aosta)
Quart (arpità Car) és un municipi italià, situat a la regió de Vall d'Aosta. L'any 2007 tenia 3.456 habitants. Durant la dictadura feixista de Benito Mussolini fou rebatejat com a Quarto Praetoria. Limita amb els municipis de Brissogne, Nus, Oyace, Pollein, Saint-Christophe, Saint-Marcel i Valpelline.

## Administració
| Període | Identitat            | Partit                 |
| ------- | -------------------- | ---------------------- |
| 2005-   | Andrea Adolfo Rosset | UV-Stella Alpina - PdS |

## Troballes arqueològiques
Al municipi s'hi troba la necròpolis de Vollein, descoberta el 1968 i situada a Les Cleyves, probablement del Neolític.

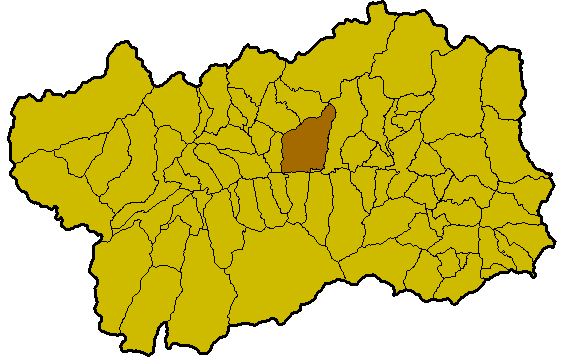
Situació de Quart a la Vall